# Data dell'eruzione del Vesuvio del 79

Karl Brjullov, L'ultimo giorno di Pompei, 1827-1833

La data dell'eruzione del Vesuvio del 79, che seppellì le città romane di Ercolano, Oplontis, Pompei e Stabia è oggetto di discussione fra gli studiosi a causa di fonti e dati contrastanti.
La fonte storica più nota e comunemente accettata è una lettera di Plinio il giovane a Tacito, in cui si legge che il vulcano era eruttato il nonum kal. septembres, cioè nove giorni prima delle Calende di settembre, data che corrisponde al 24 agosto. Tuttavia vi sono dubbi sulla correttezza di tale data, anche perché altri manoscritti della stessa lettera di Plinio riportano date diverse. Inoltre, alcuni ritrovamenti archeologici lasciano supporre che l'evento si sia verificato in autunno, probabilmente il 24 ottobre di quell'anno. Tali evidenze sono i segni della conclusione della vendemmia, una moneta ritrovata nella Casa del Bracciale d'Oro (che riferisce della quindicesima acclamazione di Tito a imperatore, avvenuta dopo l'8 settembre 79), e un'iscrizione a carboncino rinvenuta nella Casa con Giardino che riporta il sedicesimo giorno prima delle calende di novembre, corrispondente al 17 ottobre (verosimilmente dell'anno dell'eruzione, perché la scritta non avrebbe potuto conservarsi all'aria aperta più a lungo).

## Storia

### Reperti organici
Nello scavo dell'area vesuviana, sigillati dai lapilli, sono stati ritrovati (carbonizzati o tramite indagini archeobotaniche) numerose tracce di attività agricole. Gli studiosi hanno dimostrato:
- la presenza di resti di frutta secca, come fichi, datteri, susine;
- la presenza di frutta tipicamente autunnale, come ad esempio melagrane (rinvenute a Oplontis), castagne, uva, noci;
- il completamento della raccolta della canapa da semina, raccolta che si effettuava solitamente a settembre;
- il completamento della vendemmia, effettuata solitamente nel periodo di settembre e ottobre;
- lo stato ormai avanzato nella produzione del vino: il mosto era stato sigillato nelle anfore (i dolea o dogli, vasi a forma tondeggiante nei quali i romani conservavano derrate liquide, come olio e vino, o secche, come grano e legumi) e interrato (come riscontrato a Villa Regina a Boscoreale).

La produzione del vino offre indizi dimostrabili, perché (stando alle fonti storiche) tali anfore venivano chiuse soltanto dopo un periodo di fermentazione all'aria aperta della durata di una decina di giorni: dunque l'eruzione avvenne, se si considera attendibile questo elemento d'indagine, in un periodo notevolmente successivo alla vendemmia. Anche nel caso di una vendemmia anticipata, i giorni intercorsi fra la raccolta, la pigiatura e la prima fermentazione consentono di spostare la data avanti con una certa sicurezza.
Inoltre sono stati ritrovati nelle case oggetti tipicamente autunnali e abbandonati mentre erano in uso, come i bracieri nella Casa di Menandro.

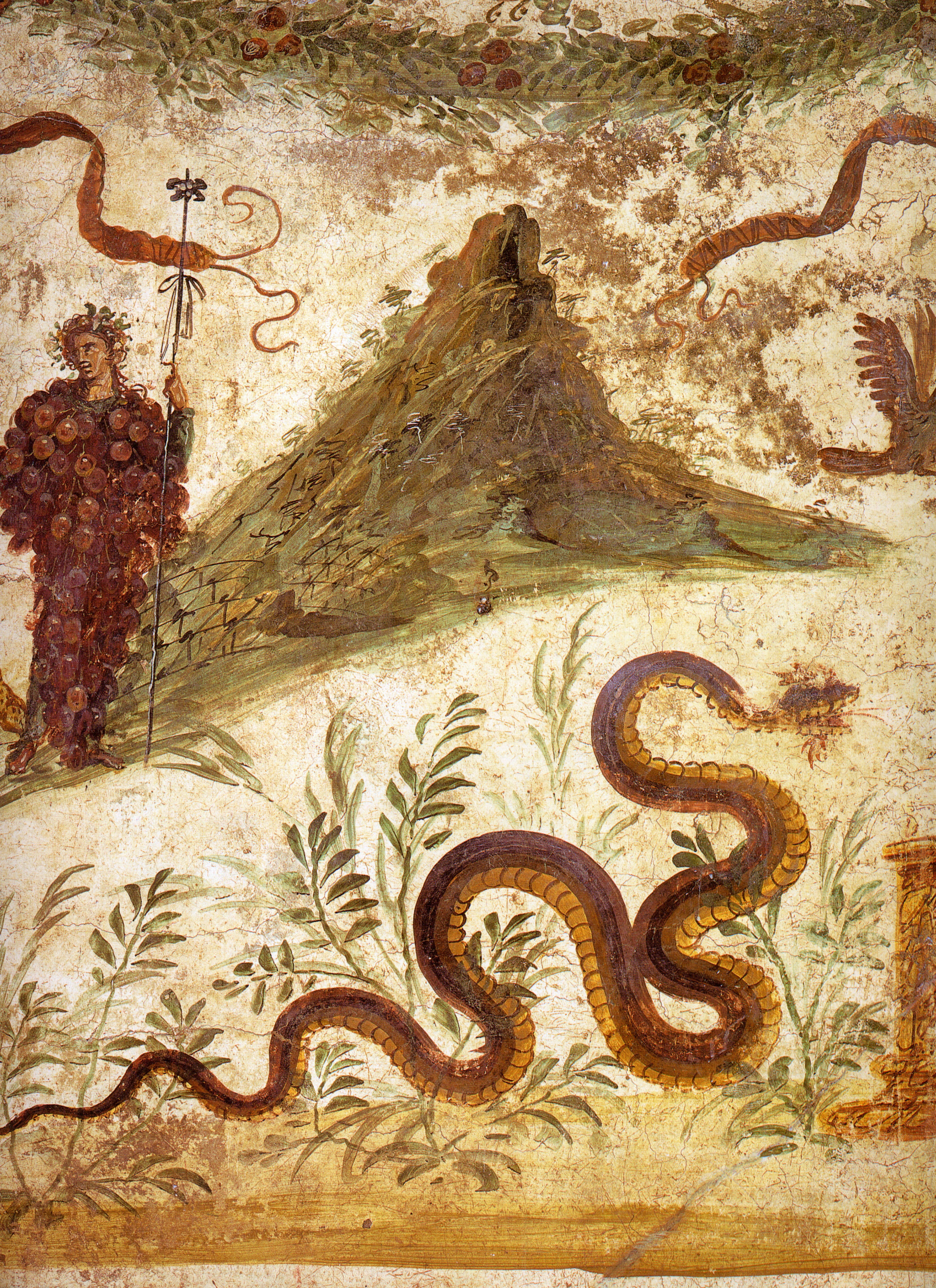
Dipinto dalla Casa del centenario a Pompei, in cui c'è l'unica rappresentazione pittorica del Vesuvio, che allora si credeva essere un monte ubertoso.

### Manoscritti
Questi motivi portarono Carlo Maria Rosini, già nel 1797, ad avanzare l'ipotesi che il testo pliniano fosse sbagliato. Esso recita:
(Gaius Plinius Caecilius Saecundus, Epistularum liber VI, 16, C. Plinius Tacito Suo S. testo completo su Wikisource latina)
Rosini propendeva, invece, per la data riportata da Cassio Dione, Storia romana, LXVI, 21, 1: «κατ' αὐτὸ τὸ φθινόπωρον», "proprio nell'ultima parte dell'autunno", e pertanto propose l'emendamento: IX kal. decembris, cioè nove giorni dalle calende di dicembre, ovvero il 23 novembre, che meglio si accordava con i dati archeologici. Tale ipotesi fu però respinta, all'epoca, e si continuò a considerare come esatta la data del 24 agosto.
Nel 1854 anche Edward Greswell contestò la data tradizionale del 24 agosto, sostenendo, sulla base di argomenti soprattutto filologici, che l'eruzione avvenne il 23 settembre e proponendo dunque l'emendamento del passo di Plinio in: IX Kalendas Octobres.
Analizzando i diversi manoscritti del testo pliniano che si sono conservati, si può vedere che, oltre alla versione maggiormente attestata, esistono altre varianti del passo in questione riportate in altrettante versioni manoscritte:
- nonum kal. septembres (nove giorni prima delle calende di settembre, il 24 agosto)
- kal. novembres (alle calende di novembre, 1º novembre)
- III kal. novembres (tre giorni prima delle calende di novembre, 30 ottobre)
- non. kal. ... (nove giorni prima delle calende, forse di novembre, ovvero il 24 ottobre)[9]

La presenza di diverse varianti in un manoscritto è dovuta agli errori di trascrizione che il testo ha subito a opera dei copisti nei secoli, ma non necessariamente la variante numericamente più attestata è quella corretta. Neanche la variante più antica può essere considerata immune da errori che possono essere stati commessi in trascrizioni precedenti e oggi non conservatesi. Quindi la data del 24 agosto, ricavata da una delle varianti del testo di Plinio, è tutt'altro che certa.

### Numismatica
Un rinvenimento numismatico ha permesso di accertare l'effettiva infondatezza della datazione estiva. Un denario d'argento trovato il 7 giugno 1974 nello scavo a Pompei, sotto la Casa del bracciale d'oro (Insula Occidentalis) porta sul recto impressa l'iscrizione:
Di seguito una moneta praticamente identica a quella rinvenuta a Pompei (tranne per l'indicazione della XIIII acclamazione invece della XV):
| Tito e il capricorno | Tito e il capricorno | Tito e il capricorno                                       | Tito e il capricorno                                                | Tito e il capricorno | Tito e il capricorno | Tito e il capricorno                 |
| Immagine             | Valore               | Dritto                                                     | Rovescio                                                            | Datazione            | Peso; diametro       | Catalogazione                        |
| -------------------- | -------------------- | ---------------------------------------------------------- | ------------------------------------------------------------------- | -------------------- | -------------------- | ------------------------------------ |
|                      | Denario              | IMP TITVS CAES VESPASIAN AVG P M, testa laureata a destra. | TR P VIIII IMP XIIII COS VII PP, capricorno a sinistra su un globo. | post 1º luglio 79    | 17mm, 3.47 g, 5h     | RIC Titus 19 c; Cohen 294, BMCRE 35. |

Il ritrovamento del denario pompeiano (con l'indicazione della XV acclamazione) permette di affermare che l'eruzione avvenne, evidentemente, dopo l'emissione di questa moneta, quindi nell'anno in cui l'imperatore Tito ricoprì il settimo consolato (il 79), dopo l'assunzione per la nona volta della potestà tribunicia, cioè dopo il 1º luglio e dopo la quindicesima acclamazione a imperatore, consentendo di spostare ancora oltre luglio il terminus post quem. Due iscrizioni (conservate a Siviglia e al British Museum di Londra) datate al 7 settembre e all'8 settembre hanno consentito di accertare che l'eruzione avvenne certamente dopo queste date. Nelle due iscrizioni infatti, una lettera scolpita in un'epigrafe bronzea di Tito ai decurioni della città di Munigua (in epoca moderna diventata Villanueva del Rio), e l'altro un diploma di congedo ritrovato a Fayyum, è riportata la quattordicesima acclamazione assieme alle date del 7 (per la lettera di Tito) e dell'8 settembre (per il diploma), consentendo di affermare che la quindicesima acclamazione imperiale si è svolta certamente dopo queste due date. Il diploma di congedo è il seguente (sono evidenziate l'acclamazione imperiale e la data di conferimento del diploma):
(AE 1927, 0096)
Di seguito invece l'epistula imperatoris di Tito ai decurioni di Munigua, datata al 7 settembre 79 (in neretto l'indicazione della nona acclamazione imperatoria e la data del 7 settembre):
(AE 1962, 288)
Il terminus post quem del 7-8 settembre ha permesso di accertare che l'eruzione del Vesuvio avvenne sicuramente dopo l'8 settembre e considerando gli altri dati archeologici, in particolare la conclusione della vendemmia (testimoniata dal ritrovamento di anfore contenenti succo di uva appena avviato alla fase di fermentazione) e il rinvenimento di noci, fichi secchi, prugne e melagrane perfettamente conservate, è plausibile ipotizzare una data ancora successiva e pienamente autunnale, forse quella del 24 ottobre, data peraltro fra quelle indicate in una delle versioni manoscritte dell'epistola di Plinio a Tacito, compatibile anche con l'indicazione autunnale di Dione Cassio.

### Iscrizioni
Un'ulteriore prova a supporto della tesi secondo la quale l'eruzione avvenne in autunno è costituita da un'iscrizione rinvenuta nel 2018 in una casa che al momento dell'eruzione era probabilmente in ristrutturazione: l'iscrizione, a carboncino, reca la data del 17 ottobre, ma non riporta l'anno come è invece usuale per le iscrizioni parietali inerenti alla vita quotidiana a Pompei; nonostante ciò, si riferisce con tutta probabilità allo stesso 79, poiché le scritte a carboncino si cancellano con estrema facilità, quindi sembrerebbe da escludersi che possa risalire a un periodo molto precedente all'eruzione.
Il testo che segue la data è di lettura ambigua, e può essere interpretato come:
()
Oppure come (più probabilmente):
()
La data testimoniata dall'iscrizione a carboncino (giorno e mese, senza anno) potrebbe non riferirsi al 79 d.C., ma essere stata scritta precedentemente e poi essersi conservata per un lungo periodo, trovandosi sul muro di una casa in corso di ristrutturazione, perché fuori dalla portata di persone, animali o agenti atmosferici: benché tendenzialmente evanide, se lasciate intatte le iscrizioni a carboncino possono resistere anche per decenni, come è stato dimostrato dalle iscrizioni a carboncino ancora leggibili sulle volte delle tombe di Porta Nocera.

### Ricerca multidisciplinare
Uno studio  dell'INGV pubblicato nell'agosto 2022 ha utilizzato un approccio multidisciplinare, combinando dati provenienti da analisi di tipo storico, stratigrafico, sedimentale, geofisico, paleoclimatico e dalla ricostruzione delle varie fasi dell'eruzione tramite modelli matematici, tenendo in considerazione anche i residui delle ceneri diffusisi per effetto dei venti stagionali e tuttora rilevabili in altre aree del Mediterraneo come la Grecia, arrivando alla conclusione che la data più probabile per l'eruzione è il 24 ottobre 79.